# Kultura Cerro de las Mesas
Kultura Cerro de las Mesas – jedna z kultur prekolumbijskich Mezoameryki, utworzona prawdopodobnie przez Totonaków.
Powstała na wybrzeżu Zatoki Meksykańskiej, w stanie Veracruz, w pobliżu siedzib Olmeków.
Rozwijała się ona od ok. 900 r. p.n.e., a pełny rozkwit tej kultury nastąpił ok. 300 do 600 r. n.e. Pozostało po niej bardzo liczne platformy ziemne i pagórki.
Rzeźba monumentalna zupełnie nie przypomina rzeźb olmeckich.
Pod glinianymi stopniami jednej z budowli w Cerro de las Mesas odkryto skarb, być może ofiarę wotywną. Znajdowały się w nim przedmioty wykonane z jadeitu i serpentynitu, zbliżone stylem do rzeźb Olmeków i Majów oraz artefakty importowane z terenów obecnej Kostaryki.